# Oslaria viridifera
Oslaria viridifera är en fjärilsart som beskrevs av Augustus Radcliffe Grote 1904. Oslaria viridifera ingår i släktet Oslaria och familjen nattflyn. Inga underarter finns listade i Catalogue of Life.